# The Parting of the Trails
The Parting of the Trails est un film muet américain réalisé par Allan Dwan et sorti en 1911.

## Synopsis
Deux frères, Arthur et Edward Halstead, partent pour l'Ouest. Leurs chemins divergent. Alors qu'Arthur s'engage pour travailler dans un ranch, Edward va chercher fortune dans les montagnes. Si Arthur réussit dans la vie, ne tardant pas à se fiancer avec la fille de son patron, Edward, quant à lui, finit par s'acoquiner avec une bande de hors-la-loi...

## Fiche technique
- Titre : The Parting of the Trails
- Réalisation : Allan Dwan
- Genre : Western
- Production : American Film Company
- Date de sortie : 
  - États-Unis : 31 juillet 1911

## Distribution
- J. Warren Kerrigan : Arthur Halstead
- Pauline Bush : Nellie Rivers
- Jack Richardson : Edward Halstead